# Stephen Sondheim Theatre
Le Stephen Sondheim Theatre est un théâtre de Broadway situé au 124 West 43rd Street dans le Theater District, dans le centre de Manhattan, à New York (États-Unis).

## Historique
Conçu dans le style néo-classique par les architectes Paul R. Allen et Ingalls & Hoffman, il a été construit par et nommé pour l'acteur et producteur Henri Miller. Ses bailleurs de fonds étaient Elizabeth Milbank Anderson, propriétaire du terrain au 124 West 43rd, et Klaw and Erlanger,. Le théâtre de 950 places a ouvert le 1er avril 1918, accueillant la pièce La Fontaine de Jouvence.
Le théâtre a eu son premier spectacle à succès en 1926, avec The Vortex de Noël Coward. Après la mort de Miller cette année, le théâtre a été géré par son fils, Gilbert Miller, qui a acheté les parts de Klaw et Erlanger et payé 25% de la recette brute de chaque pièce qu'il a produit, au Milbank Memorial Fund, légataire d'Anderson. Des années 1930 à la fin des années 1960, le théâtre a connu ses années d'or, avec des représentations d'Helen Hayes, Leslie Howard, Lillian Gish, Douglas Fairbanks et Ruth Chatterton.
En 1966, la famille Miller a vendu le théâtre aux Nederlander, qui l'ont revendu en 1968 à Seymour Durst,. Il a présenté des longs métrages sous le nom Park-Miller jusqu'à ce qu'il devienne un théâtre porno appelé Avon-at-the-Hudson. En 1978, il est transformé en discothèque Xenon. Le 31 août 1985, l'espace a ouvert ses portes sous le nom de SHOUT, une boîte de nuit proposant de la musique des années 50 et 60, qui a fonctionné pendant six ans. L'espace a rouvert en 1995 sous le nom de Club Expo, sous la direction de Matthew Johnson de Samba Brands Management.
En 1998, l'établissement a brièvement repris ses activités de performance sous le nom Kit Kat Club, un concept de «club dans un club» développé par Johnson et ses partenaires. Nommé d'après la boîte de nuit de Berlin dans la comédie musicale Cabaret  de 1966. Le Kit Kat Club hébergeait les reprises populaire de la Roundabout Theatre Company. Après les heures d'ouverture, l'endroit servait de boîte de nuit proposant des divertissements et des danses burlesques. Le 22 juillet 1998, un accident de construction à proximité a temporairement fermé le bâtiment et a forcé la Roundabout Theatre Company à déménager au Studio 54 pour terminer leur production,. Le Kit Kat Club a continué à fonctionner comme une boîte de nuit et un lieu pour des soirées privées jusqu'à sa fermeture le 11 avril 2000. L'endroit a été rebaptisé Henry Miller lorsque Urinetown a ouvert ses portes en 2001.
Le théâtre a fermé ses portes en 2004, l'intérieur a été démoli puis reconstruit par l'Organisation de Durst pour faire place à la Bank of America Tower de 57 étages. Sa façade néo-géorgienne demeure et comprend un théâtre de 1 055 places conçu par la firme new-yorkaise de Cook + Fox Architects au sein de la nouvelle structure. Les installations bancaires étant situées au-dessus, les architectes ont été contraints de concevoir et de construire le nouveau théâtre souterrain. Cela fait du théâtre l'une des deux seules maisons souterraines de Broadway. En 2007, la Roundabout Theatre Company a annoncé qu'elle exploiterait le théâtre comme troisième lieu à Broadway. Le nouveau théâtre a ouvert ses portes en septembre 2009 avec la production d'une reprise de la comédie musicale Bye Bye Birdie.
Le 22 mars 2010, à son quatre-vingtième anniversaire, Roundabout a annoncé que le Henry Henry's Theatre serait renommé en l'honneur du compositeur et parolier américain Stephen Sondheim. Le dévoilement et l'éclairage officiels du chapiteau du nouveau théâtre Stephen Sondheim ont eu lieu lors d'une cérémonie le 15 septembre 2010.
La première production au théâtre nouvellement renommé était The Pee-wee Herman Show, qui a joué pendant dix semaines du 26 octobre 2010 au 2 janvier 2011. Une reprise de Anything Goes avec Sutton Foster et Joel Grey, suivi du 7 avril 2011 au 8 juillet 2012. Depuis le 21 novembre 2013, le théâtre accueil Beautiful: The Carole King Musical.

## Représentations notables

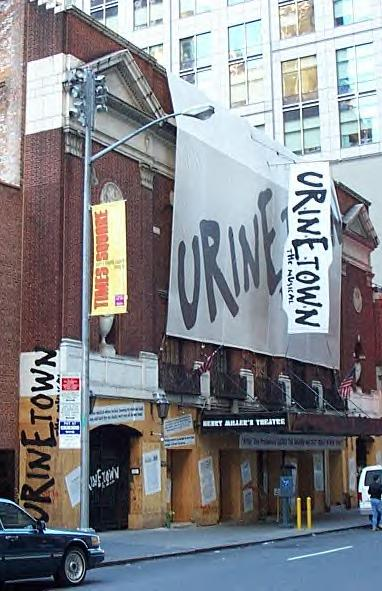
Urinetown à l'affiche en 2007

### Henry Miller's Theatre
- 1919: La La Lucille
- 1929: Journey's End
- 1936: The Country Wife
- 1938: Our Town
- 1948: Born Yesterday
- 1953: The Trip to Bountiful
- 1954: Witness for the Prosecution
- 1957: Under Milk Wood
- 1963: Enter Laughing
- 1965: The Subject Was Roses
- 1983: The Ritz
- 1998: Cabaret
- 2001: Urinetown
- 2009: Bye Bye Birdie
- 2010: All About Me

### Stephen Sondheim Theatre
- 2010: The Pee-wee Herman Show
- 2011: Anything Goes
- 2013: The Trip to Bountiful
- 2014: Beautiful: The Carole King Musical
- 2019: Slava's Snowshow
- 2020: Mrs. Doubtfire
- 2022: & Juliet